# Meranoplus inermis
Meranoplus inermis é uma espécie de formiga do gênero Meranoplus, pertencente à subfamília Myrmicinae.